# Doppia personalità (film 1992)
Doppia personalità (Raising Cain) è un film thriller del 1992 scritto e diretto da Brian De Palma.

## Trama
All'apparenza irreprensibile, uno psicologo, Carter, in realtà soffre di gravissime turbe mentali causategli dal padre, anche lui psicologo, che lo ha violentato ripetutamente durante l'infanzia. L'uomo, misteriosamente scomparso nelle acque di un fiume (il cadavere non fu mai trovato), praticava infatti strani metodi di controllo e studio sui bambini, per primo suo figlio Carter. Carter, è felicemente sposato con Jenny che è un medico. L'uomo applica lo stesso metodo di educazione anche su sua figlia e lo propone anche ad amici e conoscenti per i loro figli. Quando una sua amica si rifiuta di far diventare suo figlio una cavia, arriva ad ucciderla e a rapire il piccolo. Strane vicende e la sparizione anche di sua figlia, portano Jenny a sospettare del marito.
Durante un litigio tra i due, durante il quale Carter si rivela particolarmente violento e pericoloso, Jenny lo ferisce e lo fa arrestare. La polizia lo affida, vista la personalità complessa e contorta, ad una psichiatra che scopre che l'uomo ha molteplici personalità. Carter, messa fuori gioco con un violento colpo alla testa la psichiatra, fugge travestito con gli abiti di quest'ultima. Jenny vedendo il medico andarsene la insegue, non sapendo che in realtà sta seguendo il marito folle che la conduce nel luogo dove ha nascosto i bambini e dove ritrova anche il suocero, che non era morto come erroneamente creduto da tutti. Carter, infatti, procurava bambini al padre che continuava a praticare su di loro i suoi esperimenti senza paura di essere scoperto dato che da tutti era ritenuto morto.
Carter lo uccide e durante un concitato scontro con la polizia, durante il quale usa sua figlia come ostaggio e scudo per se stesso, questa cade nel vuoto. La piccola viene salvata da un amico di Jenny, da sempre innamorato, ricambiato, di lei, che la afferra al volo. Carter, travestito, riesce nuovamente a fuggire. La vita sembra riprendere tranquilla per Jenny con accanto il nuovo compagno e sua figlia. Ma, un giorno, nel parco giochi, la piccola si allontana richiamata dalla voce del padre. Jenny la raggiunge e le dice che ciò non è possibile, ma alle sue spalle ricompare Carter vestito da donna.

## Produzione
Il film sancisce il ritorno di De Palma al thrilling dopo circa 10 anni da Omicidio a luci rosse, motivo per il quale lo stesso regista ha dubitato a lungo sulla sua realizzazione, temendo potesse essere visto come un passo indietro nella sua carriera. L'opera è stata realizzata con un budget di circa 12 milioni di dollari e girata in varie località della Penisola di San Francisco.

## Accoglienza

### Pubblico
Il film ha incassato 37,1 milioni al botteghino.

### Critica
Sull'aggregatore Rotten Tomatoes il film riceve il 62% delle recensioni professionali positive con un voto medio di 5,4 su 10 basato su 39 critiche.

## Versioni alternative
Una versione alternativa fanmade creata dal regista emergente Peet Gelderblom è stata pubblicata in qualità di Director's Cut ufficiale del film nel 2016, per volere dello stesso Brian De Palma, il quale è rimasto fortemente colpito da tale lavoro.